# Campeonato Asiático de Atletismo de 2023 - Salto em distância masculino
A prova do salto em distância masculino do Campeonato Asiático de Atletismo de 2023 foi disputada no dia 15 de julho de 2023, no Estádio Nacional, em Banguecoque, na Tailândia.

## Recordes
Antes desta competição, os recordes mundiais e do campeonato nesta prova eram os seguintes:
|                       | Nome                        | Nacionalidade  | Distância | Local      | Data                 |
| --------------------- | --------------------------- | -------------- | --------- | ---------- | -------------------- |
| Recorde mundial       | Mike Powell                 | Estados Unidos | 8m 95cm   | Tóquio     | 30 de agosto de 1991 |
| Recorde do campeonato | Hussein Taher Al-Sabee      | Arábia Saudita | 8m 33cm   | Jacarta    | 2000                 |
| Recorde asiático      | Mohamed Salman Al-Khuwalidi | Arábia Saudita | 8m 48cm   | Sotteville | 2 de julho de 2006   |

## Medalhistas
| Ouro              | Prata                    | Bronze              |
| Lin Yu-tang (TPE) | Murali Sreeshankar (IND) | Zhang Mingkun (CHN) |

## Cronograma
Todos os horários são locais (UTC+7)
| Data        | Hora  | Evento |
| ----------- | ----- | ------ |
| 15 de julho | 16:10 | Final  |

## Resultado final
A final ocorreu no dia 15 de julho às 16:10.
| Posição           | Atleta                  | Nacionalidade | #1    | #2   | #3   | #4   | #5   | #6   | Resultados | Notas            |
| ----------------- | ----------------------- | ------------- | ----- | ---- | ---- | ---- | ---- | ---- | ---------- | ---------------- |
| Medalha de ouro   | Lin Yu-tang             | Taipé Chinesa | 8.10  | 7.93 | 8.09 | 8.40 | x    | –    | 8.40       | Recorde nacional |
| Medalha de prata  | Murali Sreeshankar      | Índia         | 8.10  | x    | 8.12 | 8.11 | 8.13 | 8.37 | 8.37       |                  |
| Medalha de bronze | Zhang Mingkun           | China         | 8.08w | 8.08 | x    | 8.04 | 8.03 | x    | 8.08       |                  |
| 4                 | Anwar Anvarov           | Uzbequistão   | 7.48  | x    | 7.91 | 8.03 | 8.07 | x    | 8.07       |                  |
| 5                 | Chan Ming Tai           | Hong Kong     | 8.02  | 7.43 | x    | 7.83 | 8.02 | x    | 8.02       |                  |
| 6                 | Shoutarou Shiroyama     | Japão         | 7.68  | 7.56 | 8.01 | 6.58 | –    | 7.61 | 8.01       |                  |
| 7                 | Janry Ubas              | Filipinas     | 7.96  | 7.79 | x    | 7.84 | x    | 7.98 | 7.98       |                  |
| 8                 | Lin Chia-hsing          | Taipé Chinesa | x     | 7.76 | 7.88 | x    | x    | 7.56 | 7.88       |                  |
| 9                 | Ko Ho Long              | Hong Kong     | x     | x    | 7.73 |      |      |      | 7.73       |                  |
| 10                | Xaidavahn Vongsavanh    | Laos          | 7.71  | 7.17 | x    |      |      |      | 7.71       | Recorde nacional |
| 11                | Andre Anura Anuar       | Malásia       | x     | x    | 7.62 |      |      |      | 7.62       |                  |
| 12                | Nguyễn Tiến Trung       | Vietname      | 7.00  | x    | 7.41 |      |      |      | 7.41       |                  |
| 13                | Ildar Akhmadiyev        | Tajiquistão   | x     | x    | 7.18 |      |      |      | 7.18       |                  |
| 14                | Siraphob Bunyuak        | Tailândia     | 7.08  | 6.81 | 6.51 |      |      |      | 7.08       | Recorde pessoal  |
| 15                | Timur Isakov            | Quirguistão   | 6.91  | x    | x    |      |      |      | 6.91       |                  |
| 16                | Mohammed Ismail Hossain | Bangladesh    | x     | 6.82 | x    |      |      |      | 6.82       |                  |
| 17                | Chon Lam Ho             | Macau         | 5.10  | 6.68 | x    |      |      |      | 6.68       |                  |
| 99                | Salim Al-Yarabi         | Omã           |       |      |      |      |      |      | DNS        |                  |

Legenda
| Recorde mundial       | Recorde mundial (World record)               |                       | Recorde africano                      | Recorde africano (African) |                                           | Q | Classificado por posição (Qualified) |
| Recorde do campeonato | Recorde do campeonato (Championship record)  | Recorde da América    | Recorde da América (Americas)         | q                          | Classificado por melhor tempo (Qualified) |   |                                      |
| Melhor marca do ano   | Melhor marca do ano (World leading)          | Recorde asiático      | Recorde asiático (Asian)              | DNS                        | Não largou (Did not start)                |   |                                      |
| Recorde nacional      | Recorde nacional (National record)           | Recorde europeu       | Recorde europeu (European)            | DNF                        | Não terminou (Did not finish)             |   |                                      |
| Recorde pessoal       | Recorde pessoal do atleta (Personal best)    | Recorde da Oceania    | Recorde da Oceania (Oceania)          | DSQ / DQ                   | Desclassificado (Disqualified)            |   |                                      |
| Recorde da temporada  | Recorde da temporada do atleta (Season best) | Recorde sul-americano | Recorde sul-americano (South America) | NM                         | Sem marca (No mark)                       |   |                                      |